# Attacco di Davies
In crittografia, l'attacco Davies è un metodo di crittoanalisi statistica dedicato per attaccare il Data Encryption Standard (DES). L'attacco è stato originariamente creato nel 1987 da Donald Davies. Nel 1994, Eli Biham e Alex Biryukov apportarono miglioramenti significativi alla tecnica. Si tratta di un attacco con testo in chiaro noto (known-plaintext attack) basato sulla distribuzione non uniforme degli output di coppie di S-box adiacenti. 
Funziona raccogliendo molte coppie di testo in chiaro noto/testo cifrato e calcolando la distribuzione empirica di determinate caratteristiche. Parti della chiave possono essere dedotti dati un numero sufficiente di testi in chiaro noti, lasciando che le parti rimanenti siano trovati con il metodo della forza bruta (brute-forcing). Esistono dei compromessi tra il numero di testi in chiaro richiesti, il numero di parti chiave trovati e la probabilità di successo; l'attacco può trovare 24 bit della chiave con {\displaystyle 2^{52}} testi in chiaro conosciuti e una percentuale di successo del 53%.
L'attacco Davies può essere adattato ad altri cifrari Feistel oltre al DES. Nel 1998, Pornin ha sviluppato tecniche per analizzare e massimizzare la resistenza di un codice a questo tipo di crittoanalisi.